# Liste der Fürstinnen namens Maria
Liste der Fürsten namens Maria/Marie

## Maria (Marie)
- Maria von Aragón (1482–1517), Königin von Portugal, Tochter König Ferdinand II. von Aragón und Königin Isabella I. von Kastilien und Ehefrau König Emanuel I. von Portugal
- Maria von Bayern (1872–1954), bayrische Prinzessin, Tochter Ludwig III. von Bayern und Ehefrau Ferdinando di Borbone
- Marie in Bayern (1841–1925), Königin beider Sizilien, Tochter von Herzog Max Joseph in Bayern und Ehefrau König Franz II. von Sizilien
- Maria von Böhmen († ca. 1160), Markgräfin von Baden und Verona
- Maria von Brabant (1190–1260), deutsche Kaiserin, Ehefrau Otto IV.
- Maria von Brabant (1226–1256), Tochter des Herzogs Heinrich II. von Brabant und Ehefrau des bayerischen Herzogs Ludwig II.
- Maria von Brabant (1254–1321), Tochter des Herzogs Heinrich III. von Brabant und Ehefrau Philipps III. von Frankreich
- Marie von Brandenburg-Kulmbach (1519–1567), verheiratet mit Kurfürst Friedrich III. von der Pfalz
- Maria von Brienne (1225–1275), lateinische Kaiserin von Konstantinopel
- Maria von Burgund (1457–1482), Ehefrau Maximilians I.
- Maria von Eicken (1571–1636), Markgräfin von Baden, Tochter von Joost van Eycken und Ehefrau des Markgrafen Eduard Fortunat von Baden
- Maria I. (England) (1516–1558), englische Königin
- Maria II. (England) (1662–1694), englische Königin
- Maria von Großbritannien, Irland und Hannover (1723–1772), Landgräfin von Hessen-Kassel, Tochter von König Georg II. von Großbritannien
- Maria von Großbritannien, Irland und Hannover (1776–1857), Tochter von König Georg III. von Großbritannien
- Maria von Habsburg (1531–1581), Erzherzogin von Österreich, Tochter von Kaiser Ferdinand I.
- Maria (Jever) (1500–1575), Regentin der Herrschaft Jever
- Maria von Kleve (1426–1486), durch Heirat Herzogin von Orléans (Duchesse d’Orléans)
- Maria von Lothringen (1674–1724), Fürstin von Monaco
- Maria Pawlowna (1786–1859), Tochter des Zaren Paul I. von Russland und Ehefrau von Carl Friedrich von Sachsen-Weimar
- Maria von Portugal (1527–1545), portugiesische Prinzessin und die erste Ehefrau des späteren spanischen Königs Philipp II.
- Maria von Portugal (1313–1357), Königin von Kastilien (1328–1350)
- Maria I. (Portugal) (1734–1816), Königin von Portugal
- Maria II. (Portugal) (1819–1853), Königin von Portugal
- Marie von Preußen (1579–1649), Tochter von Herzog Albrecht Friedrich von Preußen
- Marie von Preußen (1855–1888), Tochter von Prinz Friedrich Karl Nikolaus von Preußen
- Maria von Rumänien (1900–1961), Königin von Jugoslawien
- Marie von Sachsen-Altenburg (1818–1907), Josephs von Sachsen-Altenburg und Ehefrau König Georgs V. von Hannover
- Marie von Sachsen-Altenburg (1854–1898), Tochter von Ernst I. (Sachsen-Altenburg), Ehefrau Albrechts von Preußen
- Marie von Edinburgh (1875–1938), Königin von Rumänien, Ehefrau von Ferdinand I. (Rumänien)
- Marie von Sachsen-Weimar (1808–1877), Tochter von Karl Friedrich (Sachsen-Weimar-Eisenach)
- Maria Adelaide von Savoyen (1685–1712), Tochter des Herzogs Viktor Amadeus II. von Savoyen, später König von Sizilien bzw. Sardinien und Ehefrau des Louis de Bourbon
- Maria von Spanien (1528–1603), deutsche Kaiserin, Tochter von Karl V. und Ehefrau von Maximilian II.
- Maria Stuart (1542–1587), schottische Königin
- Maria von Teck (1867–1953), britische Königin, Ehefrau Georg V.
- Maria von Ungarn, auch Maria von Habsburg, Tochter von König Philipp I. von Kastilien, Königin von Böhmen und Ungarn, Ehefrau König Ludwigs II., später Statthalterin der Niederlande.

## Maria Amalie(-a)
- Maria Amalia von Neapel-Sizilien (1782–1866), Tochter Ferdinands I., König beider Sizilien und Ehefrau König Ludwig Philipps von Frankreich
- Maria Amalia von Österreich (1701–1756), deutsche Kaiserin, Tochter von Joseph I. und Ehefrau Karls VII.
- Maria Amalia von Österreich (1724–1730), früh gestorbene Tochter Kaiser Karls VI.
- Maria Amalia von Österreich (1746–1804), Tochter Maria Theresias und Ehefrau Ferdinands von Parma
- Maria Amalia von Portugal (1831–1853), Tochter König Peter IV. von Portugal
- Maria Amalia von Sachsen (1724–1760), Königin von Spanien, Tochter von Friedrich August II. von Sachsen und Ehefrau Karls III.

## Maria Anna
- Maria Anna von Anhalt-Dessau (1837–1906), Tochter von Leopold IV. von Anhalt-Dessau und Ehefrau von Friedrich Karl Nikolaus von Preußen
- Maria Anna von Bayern (1574–1616), Tochter von Wilhelm V. von Bayern und Ehefrau von Kaiser Ferdinand II.
- Maria Anna von Bayern (1660–1690), Tochter von Ferdinand Maria von Bayern und Ehefrau von Ludwig von Frankreich
- Maria Anna von Bayern (1734–1776), Tochter von Kaiser Karl VII. und Ehefrau von Ludwig Georg Simpert von Baden-Baden
- Maria Anna von Bayern (1805–1877), Tochter von Maximilian I. von Bayern und Ehefrau von Friedrich August II. von Sachsen
- Maria Anna von Österreich (1610–1665), Tochter von Kaiser Ferdinand II. und Ehefrau von Maximilian I. von Bayern
- Maria Anna von Österreich (1634–1696), Tochter von Kaiser Ferdinand III. und Ehefrau von Philipp IV. von Spanien
- Maria Anna von Österreich (1683–1754), Tochter von Kaiser Leopold I. und Ehefrau von Johann V. von Portugal
- Maria Anna von Österreich (1718–1744), Tochter von Kaiser Karl VI. und Ehefrau von Karl Alexander von Lothringen
- Maria Anna von Österreich (1738–1789), Tochter von Maria Theresia und Kaiser Franz I.
- Maria Anna von Österreich (1835–1840), Tochter von Franz Karl von Österreich
- Maria Anna von der Pfalz (1667–1740), Tochter von Philipp Wilhelm von der Pfalz und Ehefrau von Karl II. von Spanien
- Maria Anna von Portugal (1843–1884), Tochter von Ferdinand II. von Portugal und Ehefrau von Georg I. von Sachsen
- Maria Anna von Portugal (1861–1942), Tochter Michael I. von Portugal und Ehefrau von Wilhelm IV. von Luxemburg
- Maria Anna von Preußen (1836–1918), Tochter von Carl von Preußen und Ehefrau von Friedrich Wilhelm von Hessen-Rumpenheim
- Maria Anna von Savoyen (1803–1884), Tochter von Viktor Emanuel I. von Sardinien-Piemont-Savoyen und Ehefrau von Ferdinand I. von Österreich
- Maria Anna von Spanien (1606–1646), Tochter von Philipp III. von Spanien und Ehefrau von Kaiser Ferdinand III.
- Maria Anna Viktoria von Spanien (1718–1781), Tochter von Philipp V. von Spanien und Ehefrau von Joseph I. von Portugal

## Maria Annunziata
- Maria Annunziata von Österreich (1876–1961), Äbtissin in Prag, Tochter Karl Ludwigs von Österreich
- Maria Annunziata von Neapel-Sizilien (1843–1871), Ferdinand II. von Neapel-Sizilien und Ehefrau Karl Ludwigs von Österreich

## Maria Antonia
- Marie-Antoinette (1755–1793), Königin von Frankreich
- Maria Antonia von Neapel-Sizilien (1851–1938), Tochter von Francesco Luigi von Trapini und Ehefrau Alfons Maria von Neapel-Sizilien
- Maria Antonie von Neapel-Sizilien (1814–1898), Tochter König Franz I. Neapel-Sizilien. und Ehefrau von Leopold II. von Österreich-Toskana
- Maria Antonia von Österreich (1669–1692), Tochter von Kaiser Leopold I. und Ehefrau von Kurfürst Maximilian II. Emanuel von Bayern
- Maria Antonia von Portugal (1862–1959), Herzogin von Parma, Tochter von König Michael I. von Portugal und Ehefrau Herzog Robert I. di Bourbon von Parma
- Maria Antonia von Spanien (1729–1785), Ehefrau des Königs Viktor Amadeus III. von Sardinien-Piemont
- Maria Antonia Walpurgis von Bayern (1724–1780), Tochter von Kaiser Karl VII. und Ehefrau Kurfürst Friedrich Christian von Sachsen

## Maria Beatrice/Beatrix
- Maria Beatrice d’Este (1658–1718), Tochter des Herzog Alfonso IV. von Modena und Ehefrau König Jakob II. von England
- Maria Beatrice d’Este (1750–1829), Tochter Ercole III. d’Este und Ehefrau Erzherzog Ferdinands von Österreich; Begründerin der Linie Österreich-Este
- Maria Beatrix von Savoyen (1792–1840), Tochter von König Viktor Emanuel I. von Piemont Sardinien, Ehefrau von Herzog Franz IV. von Modena; als Nachfolgerin der Stuarts von den Jakobiten als Mary II. als rechtmäßige Inhaberin des britischen Throns betrachtet

## Maria Carolina(-e)
- Maria Karolina von Österreich (1752–1814), Königin von Neapel-Sizilien, Tochter Maria Theresias und Ehefrau Ferdinand I. von Neapel-Sizilien
- Marie Caroline von Neapel-Sizilien (1798–1870), Tochter Franz I. von Neapel und Ehefrau des Herzogs von Berry Charles Ferdinand de Bourbon
- Maria Karolina Augusta von Neapel-Sizilien (1822–1869), Tochter von Leopold von Neapel-Sizilien und Ehefrau von Henri d’Orléans, duc d’Aumale

## Maria(-e) Christina(-e)
- Maria Christina von Neapel-Sizilien (1779–1849)
- Maria Christina von Neapel-Sizilien (1806–1878)
- Teresa Maria Cristina von Neapel-Sizilien (1822–1889)
- Maria Christina von Bourbon-Sizilien (1877–1947)
- Maria Christina von Österreich (1574–1621)
- Maria Christina von Österreich (1742–1798)
- Maria Christina von Österreich (1858–1929)
- Maria Christina von Österreich-Teschen (1879–1962)
- Maria Christina von Sachsen (1735–1782)
- Maria Christina von Sachsen (1770–1851)
- Maria Christina von Savoyen (1812–1836)

## Maria Elisabeth
- Maria Elisabeth Wilhelmine von Baden (1782–1808), Herzogin von Braunschweig, verheiratet mit Friedrich Wilhelm von Braunschweig
- Maria Elisabeth von Österreich (1680–1741), Statthalterin der österreichischen Niederlande, Tochter von Leopold I.
- Marie Elisabeth von Österreich (1743–1808), Äbtissin, Tochter Maria Theresias

## Maria Fjodorowna
- Maria Fjodorowna (1759–1828), geborene Sophie Dorothee Auguste Luise von Württemberg, verheiratet mit Zar Paul von Russland
- Maria Fjodorowna (1847–1928), geborene Marie Sophie Frederikke Dagmar, Prinzessin von Dänemark, verheiratet mit Zar Alexander von Russland

## Maria Franziska
- Maria Franziska von Fürstenberg-Heiligenberg (1633–1702), Tochter von Ernst Egon VIII. von Fürstenberg-Heiligenberg, 2. Ehefrau Markgraf Leopold Wilhelm von Baden
- Maria Francisca Elisabeth von Savoyen (1646–1683), Königin von Portugal, Tochter von Charles Amédée de Savoie und Ehefrau des Königs Alfons VI. von Portugal

## Maria Josepha
- Maria Josepha von Bayern (1739–1767), Tochter von Kaiser Karls VII. und Ehefrau Kaiser Josephs II.
- Maria Josepha von Österreich (1699–1757), Tochter Kaiser Josephs I. und Ehefrau Friedrich Augusts II. von Sachsen
- Maria Josepha von Österreich (1751–1767), Tochter Maria Theresias
- Maria Josepha von Sachsen (1731–1767), Tochter von König August III. von Polen, Mutter von Ludwig XVI., Ludwig XVIII. und Karl X.
- Maria José von Portugal (1857–1943), Tochter König Michael I. von Portugal und Ehefrau Herzog Karl Theodors in Bayern
- Maria Josepha Luise von Sachsen (1867–1944), Prinzessin von Sachsen, Mutter des letzten österreichischen Kaisers Karl I.

## Maria Leopoldine
- Maria Leopoldine von Österreich (1797–1826), Kaiserin von Brasilien, Tochter Kaiser Franz I. von Österreich
- Maria Leopoldine von Tirol (1632–1649), deutsche Kaiserin, Frau Ferdinands III.
- Maria Leopoldine von Österreich-Este (1776–1848), Kurfürstin von Bayern und zweite Ehefrau von Kurfürst Karl Theodor von Bayern

## Maria Ludovica (Ludovika)
- Maria Ludovica von Spanien (1745–1792), deutsche Kaiserin, Tochter Karls III. von Spanien und Frau Leopolds II.
- Maria Ludovika Beatrix von Modena (1787–1816), österreichische Kaiserin, Tochter Erzherzog Ferdinands und 3. Ehefrau Kaiser Franz II./I.

## Maria Luise(-a)
- Marie Louise von Bourbon-Parma (1870–1899), bulgarische Zarin, Tochter von Herzog Robert I. von Bourbon-Parma und Ehefrau von Zar Ferdinand I. von Bulgarien
- Maria Luise von Bourbon-Parma (1751–1819), spanische Königin, Tochter von Herzog Philipp von Parma und Ehefrau von König Karl IV. von Spanien
- Marie-Louise von Österreich (1791–1847), Kaiserin von Frankreich, Tochter von Franz II./I. und zweite Ehefrau von Napoleon I.
- Marie-Louise von Savoyen-Carignan (1749–1792), Fürstin von Lamballe
- Maria Luise von Hohenzollern-Sigmaringen (1845–1912), Tochter von Fürst Karl Anton von Hohenzollern-Sigmaringen und Ehefrau von Philippe von Belgien, Graf von Flandern
- Maria Luisa von Neapel-Sizilien (1855–1874), Tochter von König Ferdinand II. von Neapel-Sizilien und Ehefrau von Prinz Henri von Bourbon-Parma
- Maria Luisa von Spanien (1832–1897), Tochter von König Ferdinand VII. von Spanien und Ehefrau von Antoine d’Orléans, duc de Montpensier, siehe Luisa Fernanda von Spanien

## Maria Theresia
- Maria Theresia (1717–1780), Erzherzogin, Ehefrau von Franz I.
- Marie Thérèse Charlotte von Frankreich (1778–1851), Tochter König Ludwig XVI. von Frankreich und Ehefrau von Louis-Antoine de Bourbon, duc d’Angoulême; sie war das einzige Mitglied der königlichen Familie, das die Französische Revolution überlebte
- Maria Theresa von Neapel-Sizilien (1772–1807), Tochter Ferdinands I., König beider Sizilien und 2. Ehefrau von Kaiser Franz II./I.
- Maria Theresia von Neapel-Sizilien (1867–1909), Tochter Ludwigs von Neapel-Sizilien und Ehefrau von Wilhelm von Hohenzollern-Sigmaringen
- Maria Theresia von Österreich-Este (1773–1832), Königin von Sardinien-Piemont, Tochter von Ferdinand Karl (Österreich) und Maria Beatrice d’Este (1750–1829)
- Maria Theresia von Österreich-Este (1817–1886), Tochter von Franz IV. (Modena) (1779–1846), Ehefrau von Henri d'Artois, comte de Chambord (1820–1883)
- Marie Therese von Österreich-Este (1849–1919), Königin von Bayern, Tochter von Erzherzog Ferdinand Karl von Österreich-Este, Ehefrau von König Ludwig III. von Bayern
- Maria Theresia von Österreich-Toskana (1862–1933), Tochter von Karl Salvator von Österreich-Toskana und Ehefrau von Karl Stephan von Österreich
- Maria Theresia Isabella von Österreich (1816–1867), Tochter Erzherzog Karls und Ehefrau von Ferdinand II. von Sizilien
- Maria Theresia Josepha von Österreich (1767–1827), Königin von Sachsen, Tochter Kaiser Leopold II. und Ehefrau von König Anton von Sachsen
- Marie Therese von Österreich (1845–1927), Tochter Erzherzog Albrecht Friedrich von Österreich und Ehefrau von Herzog Philipp von Württemberg
- Maria Theresa von Portugal (1855–1944), Tochter König Michael I. von Portugal und 3. Ehefrau von Karl Ludwigs von Österreich
- Maria Teresa von Luxemburg (* 1956), luxemburgische Großherzogin
- Maria Teresa von Spanien (1638–1683), Königin von Frankreich, Tochter Philipps IV. und Ehefrau von Ludwig XIV.
- Maria Teresa von Spanien (1882–1912), Tochter König Alfons XII. von Spanien und Ehefrau von Prinz Ferdinand Maria Ludwig von Bayern
- Maria Theresia von Toskana (1801–1855), Tochter von Ferdinand III. von der Toskana und Ehefrau von König Karl Albert I. von Sardinien-Piemont
- Maria von Bayern (Maria Prinzessin von Bayern; 1872–1954)

## Maria Pia
- Maria Pia von Neapel-Sizilien (1849–1882), Tochter von König Ferdinand II. von Neapel-Sizilien und Ehefrau von Herzog Robert I. von Bourbon-Parma
- Maria Pia von Savoyen (1847–1911), Königin von Portugal, Tochter Königs Viktor Emanuel II. von Italien und Ehefrau Ludwig I. von Portugal

## Maria …
- Maria-Adelheid von Luxemburg (1894–1924), Großherzogin von Luxemburg
- Maria Eleonora von Brandenburg (1599–1655), Königin von Schweden, Tochter des Kurfürsten Johann Sigismund von Brandenburg und Ehefrau Gustav II. Adolf
- Maria Eleonore von Dernbach (1680–1718), Gräfin von Wiesentheid
- Marie Friederike Franziska Hedwig von Preußen (1825–1889), Königin von Bayern, Tochter des Prinzen Wilhelm von Preußen und Ehefrau Maximilian II. von Bayern
- Marie Gabriele in Bayern (1878–1912), Tochter von Herzog Carl Theodor in Bayern und Ehefrau des Kronprinzen Rupprecht von Bayern
- Marie Henriette von Österreich (1836–1902), Königin von Belgien, Tochter des Erzherzogs Joseph Anton Johann von Österreich und Ehefrau König Leopold II. von Belgien
- Marie Isabelle von Österreich (1834–1901), Tochter Erzherzog Leopold II. und Ehefrau Francesco di Paola di Bourbon
- Maria Isabel von Spanien (1789–1848), Königin von Sizilien, Tochter König Karl IV. von Spanien und Ehefrau König Franz I. von Sizilien
- Maria Immaculata von Neapel-Sizilien (1844–1899), Tochter Ferdinands II. von Sizilien und Ehefrau Karl Ludwigs von Österreich
- Maria Klementine von Österreich (1777–1801), Tochter Kaiser Leopolds II. und Ehefrau Franz I. di Borbone, der nach ihrem Tod König von Neapel-Sizilien wurde
- Maria Klementine von Österreich (1798–1881), Tochter Kaiser Franz’ II. und Ehefrau Leopolds von Neapel-Sizilien, Herzog von Salerno
- Maria Kunigunde von Sachsen (1740–1826), Tochter Kurfürst Friedrich Augusts II. von Sachsen und Fürstäbtissin der Reichsstifte Essen und Thorn.
- Maria Leopoldine von Österreich (1797–1826), Kaiserin von Brasilien, Tochter Kaiser Franz II./I. und Ehefrau Kaiser Peter I. von Brasilien
- Maria Magdalena von Oettingen-Baldern (1619–1688), Ehefrau des Markgrafen Wilhelm von Baden
- Marie Sophie von der Pfalz (1666–1699), Königin von Portugal, Tochter von Kurfürst Philipp Wilhelm und Ehefrau Peter II. von Portugal
- Maria das Nieves von Portugal (1852–1941), Tochter König Michael I. von Portugal und Ehefrau Alfonso Carlos de Borbón
- Marie Valerie von Österreich (1868–1924), Tochter Kaiser Franz Joseph I. und Ehefrau Franz Salvator von Toskana
- Maria Viktoria Pauline von Arenberg (1714–1793), Ehefrau des Markgrafen August Georg Simpert von Baden
- María de la Paz von Spanien (1862–1946), Tochter Königin Isabellas II. von Spanien und Ehefrau Prinz Ludwig Ferdinand von Bayern von Bayern
- Henrietta Maria von Frankreich (1609–1669), englische Königin, Ehefrau Karls I.